# Roberto Pirillo
Roberto Pirillo (* 14. September 1947 in São Paulo) ist ein brasilianischer Schauspieler und einer der bekanntesten Theater-, Film- und Fernsehstars seines Landes.

## Leben
Pirillo gab sein Debüt 1965 im Teatro de Alumínio mit dem Stück Roleta Paulista von Pedro Bloch, im gleichen Jahr spielte er in Felisberto Café von Gastão Tojeiro.
Schon im Jahr 1967 begann er als Schauspieler für Kinofilme zu arbeiten. Oft war bei mehr als einem Film pro Jahr beteiligt. Wichtige Filme waren: O Corintiano, O Jeca e a Freira, Betão Ronca Ferro, Jeca Contra o Capeta, História de Subúrbio, Os Amores da Pantera, O Pequeno Polegar Contra o Dragão Vermelho, A Deusa Negra, Maria, Maria, A Deusa Vencida, Cry Freedon, Uma Fêmea do Outro Mundo und Implosão (1998).
Im Jahre 1968 wurde er von Graça Melo eingeladen, beim umstrittenen Theaterstueck Dois Perdidos Numa Noite Suja von Plínio Marcos mitzuspielen. Von da an spielte Pirillo mehr in anspruchsvollen Theaterstücken wie Amor a Oito Mãos von Pedro Bloch, Crimeterapia und gemeinsam mit dem brasilianischen Schauspieler und Theaterregisseur Ziembinsky in Vestido de Noiva, O Quarteto und Check-up, von Paulo Pontes, ein Stück, das ihm den damaligen Prêmio Governador do Estado (Preis des Bundesstaatsgouverneurs) einbrachte.
Sein größter Theater-Erfolg war die Komödie Trair e Coçar É Só Começar , mit der er 14 Jahre hintereinander auftrat, was ihn einige Zeit daran hinderte Rollen bei Film und Fernsehen anzunehmen.
Im Fernsehen war Roberto beim Sender TV Tupi bei E Nós, Aonde Vamos? beteiligt, er ließ sich von Glória Magadan Drehbücher schreiben und spielte auch in mehreren Filmen, Serien und Telenovelas vom Fernsehsender Rede Globo wie Minha Doce Namorada, O Primeiro Amor, Uma Rosa Com Amor, O Semideus, Supermanoela, Escalada, Die Sklavin Isaura, Locomotivas, Maria Maria, Ciranda de Pedra, Paraíso, Anos Dourados, Desejo, O Portador, Anos Rebeldes, Sex Appeal, Aquarela do Brasil, As Filhas da mãe, O Clone, A Casa das Sete Mulheres, Celebridade und Páginas da Vida.
Beim Fernsehsender Rede Bandeirantes de Televisão spielte er bei Cara a Cara und beim Remake von A Deusa Vencida, an der Seite von Elaine Cristina.
Er spielte auch beim Sender Rede Manchete in den achtziger Jahren verschiedene Rollen, unter anderem bei Produktion von Herval Rossano: A Marquesa de Santos, Mania de Querer, und bei Irmã Catarina, einer Independent-Miniserie.
Beim Sender Rede Record war er bei Olho na Terra; Marcas da Paixão; Prova de Amor; Alta Estação und Luz do Sol (2007) beteiligt.
2008 beteiligte sich Roberto Pirillo bei der Telenovela Amor e Intrigas, auch bei Record. Im selben Jahr trat der Schauspieler bei Os Óculos de Pedro Antão auf, eine Fernsehadaption der Geschichte von Joaquim Maria Machado de Assis, speziell für die Weihnachtszeit für den Sender produziert. 2009 spielt Roberto bei der Serie A Lei e o Crime auf, die auch bei Record ausgestrahlt wird.